# Назарьево (Ивановская область)
Наза́рьево — деревня в Палехском районе Ивановской области, России. Входит в состав Пановского сельского поселения.

## География
Расположена в восточной части Палехского района в 13,4 км к востоку от Палеха (15.5 км по дорогам), в 1,6 км к югу от автодороги М7 «Волга» Иваново-Нижний-Новгород. Деревня стоит на левом берегу речки Люлишка.

## Население
| 1859 | 1905 | 2010 |
| ---- | ---- | ---- |
| 96   | ↗126 | ↘11  |